# 超級大國民
《超級大國民》（英語：Super Citizen Ko）是一部1994年出品的台灣電影，由萬仁導演，此片與《超級市民》、《超級公民》合稱「超級三部曲」或稱「台灣三部曲」。本片獲得第32屆金馬獎7項提名，並由林揚獲得最佳男主角，而李壽全、范宗沛也由此片獲得最佳電影音樂。

## 情節
許毅生（林揚飾演）因1950年代參與政治讀書會而遭判處無期徒刑，因不禁國民黨的嚴刑拷打，無意中出賣好友陳政一，使陳被捕及承認主謀，被判唯一死刑遭槍決。而在獄中，許也與妻子離婚，而導致妻子自殺，女兒也失去依靠。16年後許毅生出獄，對於陳的死充滿愧疚，因此自囚於養老院18年，一次心臟病發契機，許搬回女兒住處，經由探訪當時受難的獄友與關係人，藉此找尋陳之墓地（六張犁亂葬崗），面對自己對老友以及妻子的愧疚。

## 其他
劇照為陳政一前往刑場時高舉雙手，左手比2右手比1，代表二條一，也就是懲治叛亂條例第二條第一項，觸犯此法，唯一死刑。

## 獎項
| 獎項         | 名單                 | 結果 |
| ------------ | -------------------- | ---- |
| 最佳劇情片   | 超級大國民           | 入圍 |
| 最佳導演     | 萬仁                 | 入圍 |
| 最佳男主角   | 林揚                 | 獲獎 |
| 最佳女配角   | 蘇明明               | 入圍 |
| 最佳原著劇本 | 廖慶松、吳念真、萬仁 | 入圍 |
| 最佳錄音     | 杜篤之               | 入圍 |
| 最佳電影音樂 | 李壽全、范宗沛       | 獲獎 |